# Khu dự trữ sinh quyển Mũi Cà Mau

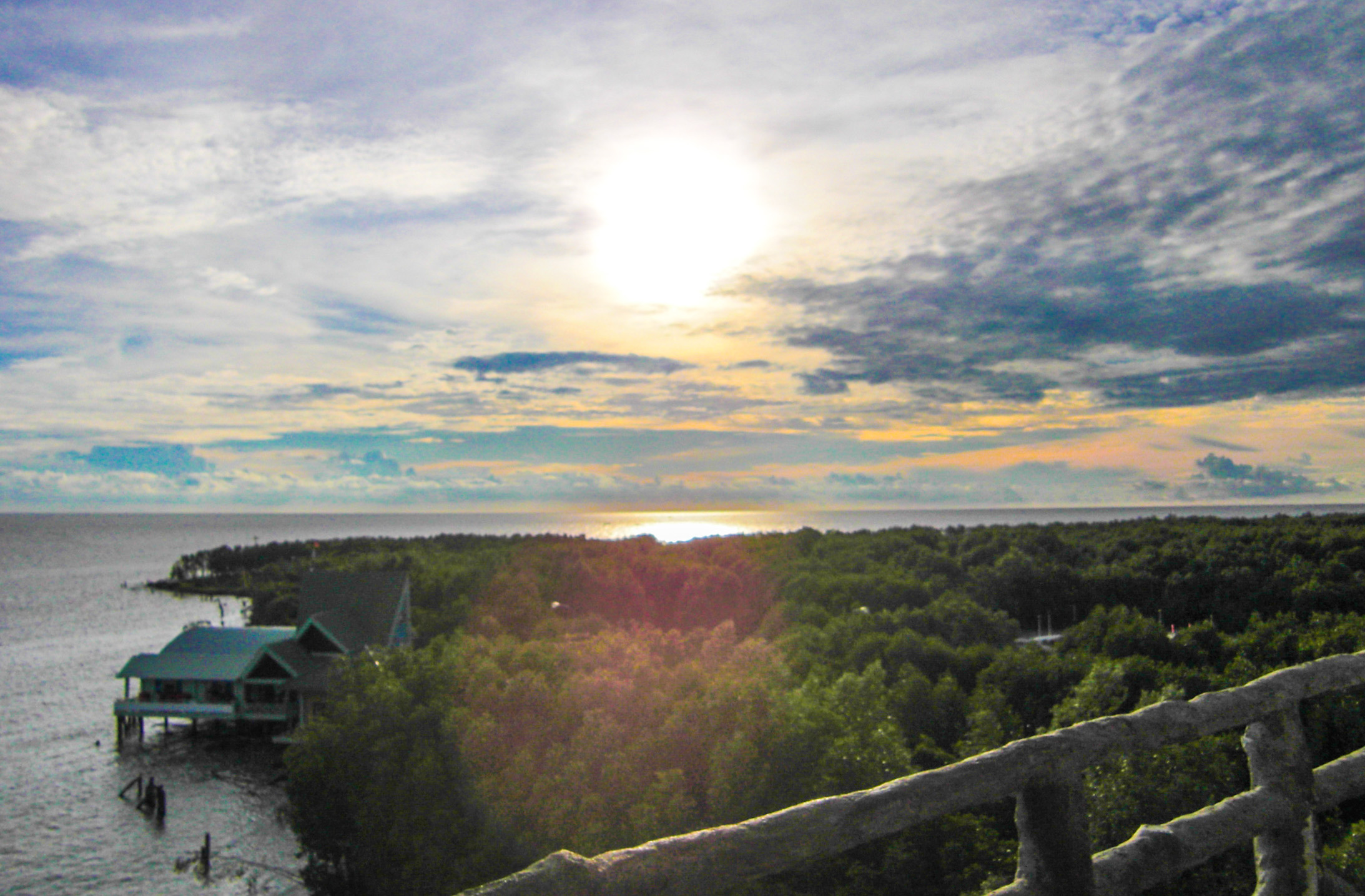
Mũi Cà Mau

Khu dự trữ sinh quyển Mũi Cà Mau là một khu dự trữ sinh quyển thế giới được UNESCO công nhận bao gồm Vườn quốc gia Mũi Cà Mau, U Minh Hạ và khu vực rừng phòng hộ ven Biển Tây nằm tại tỉnh Cà Mau, Việt Nam.

## Mô tả
Khu dự trữ sinh quyển Mũi Cà Mau có tổng diện tích khu dự trữ sinh quyển này là 371.506 ha với gồm vùng lõi (17.329 ha), vùng đệm (43.309 ha) và vùng chuyển tiếp (310.868 ha). Nơi đây có nhiều hệ sinh thái đặc trưng điển hình gồm rừng ngập mặn, rừng tràm trên đất ngập nước than bùn, biển và ven biển,... mỗi hệ sinh thái đều lưu giữ các nguồn tài nguyên sinh vật, tài nguyên địa chất phong phú có giá trị bảo tồn cao.

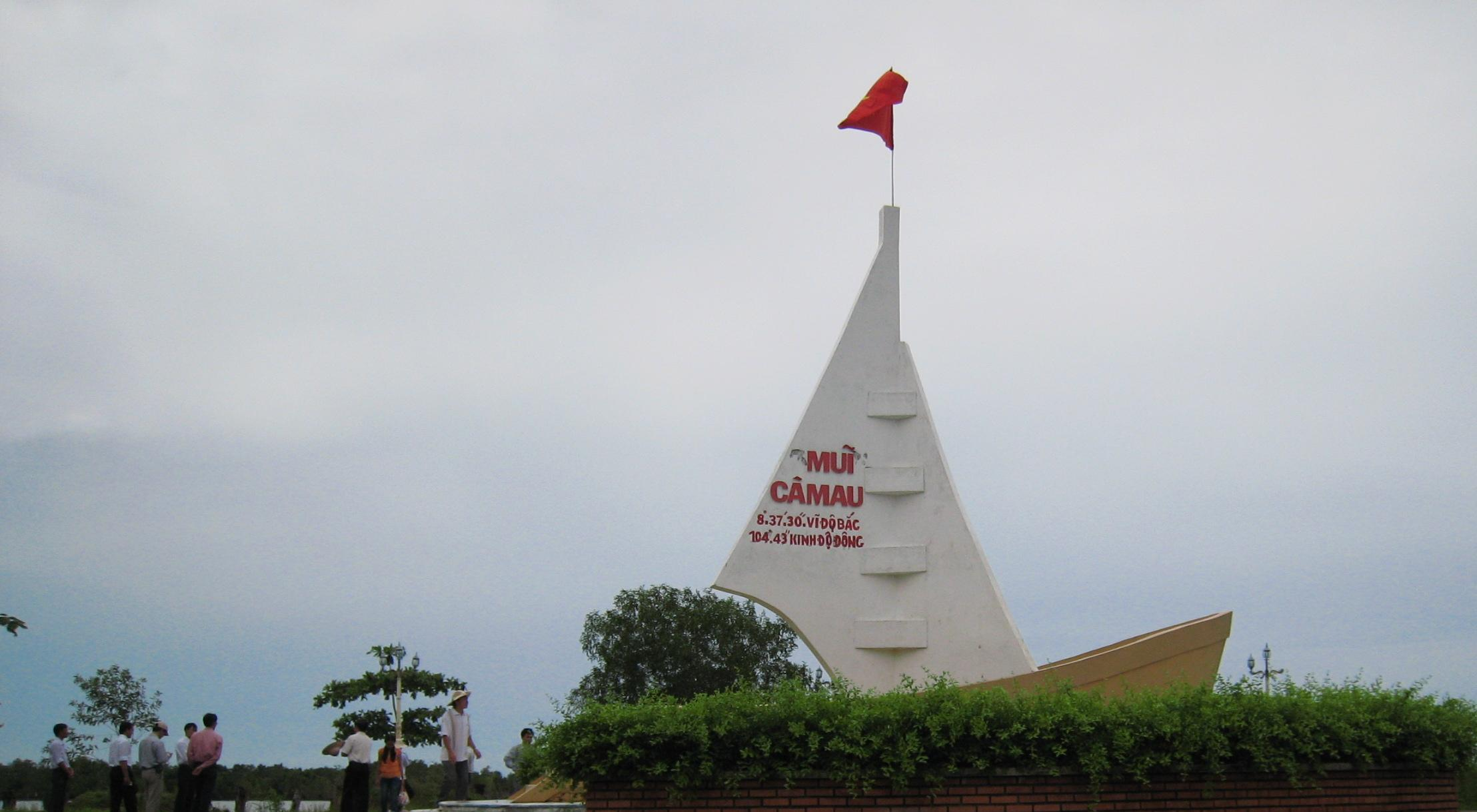
Tượng đài hình con tàu đánh dấu vị trí địa lý của Mũi Cà Mau nằm trong Khu dự trữ sinh quyển Mũi Cà Mau (vị trí cũ)

Vùng Mũi Cà Mau có 4 đặc trưng sinh thái chính: Hệ thống diễn thế nguyên sinh trên đất bãi bồi; hệ thống chuyển tiếp các hệ sinh thái đặc trưng từ rừng ngập mặn sang rừng tràm ngập nước ngọt theo mùa; là vùng bãi đẻ và nuôi dưỡng con non các loài thủy hải sản cho cả vùng biển rộng lớn.
Tại kỳ họp thứ 21, Ủy ban Điều phối quốc tế chương trình con người và sinh quyển thế giới (MAB) trực thuộc Ủy ban UNESCO (diễn ra từ ngày 25 đến 29 tháng 5 năm 2009 tại Jeju, Hàn Quốc), đã chính thức công nhận hai khu vực của Việt Nam là Cù lao Chàm, thành phố Đà Nẵng và Mũi Cà Mau là khu dự trữ sinh quyển thế giới. Đây cũng là địa danh được công nhận là khu du lịch quốc gia.
Ngày 2 tháng 11 năm 2019, tỉnh Cà Mau quyết định di dời biểu tượng con tàu nằm trong Khu dự trữ sinh quyển Mũi Cà Mau đến vị trí khác. Theo đó, biểu tượng con tàu sẽ di dời đến vị trí mới là khu vực đầu bờ kè chống sạt lở Mũi Cà Mau. Nguyên nhân là vì tỉnh Cà Mau triển khai xây dựng một số công trình tại Khu dự trữ sinh quyển Mũi Cà Mau như biểu tượng cột cờ Hà Nội, đền thờ Lạc Long Quân, mốc điểm cuối đường Hồ Chí Minh...Các công trình này có cốt nền cao, trong khi đó biểu tượng con tàu đã xây dựng lâu, có cốt nền thấp, bị ngập khi triều cường dâng cao. Thêm vào đó, hiện bờ kè chống sạt lở Mũi Cà Mau đã được xây dựng phía ngoài, giáp biển.